# 波束の分散

グラフのひとかたまりの波動は波束を表している。波束が時間経過につれて広がり、崩壊している様子が分かる。

波束の分散（はそくのぶんさん）とは、波束を構成するそれぞれの波が異なる速度で進むとき、波束の形が時間とともに次第に崩れていく現象のことをいう。

## 前期量子論における波束
ボーア模型における電子のエネルギーの離散性を説明するため、シュレーディンガーは波動関数とシュレーディンガー方程式を導入した。シュレーディンガーは「シュレディンガー方程式を満たす波動関数が原子のまわりを一周しても波形が変わらないこと」から導いたエネルギーの線スペクトルが、ボーアの量子条件で示されるものと一致することを示し成功を収めた。
ただし粒子である電子と波動関数との対応関係については、シュレーディンガーは「電子は実在する波そのものである」と考えた。重ね合わせにより作られた波束を考えることで、波動関数を粒子描像と対応付けられると考えた。しかしその後ヴェルナー・ハイゼンベルクによって、シュレーディンガー方程式を満たす波動関数から作った波束は時間とともに崩れていくこと、またシュレディンガーが具体的に示した波動関数は波束が崩れない極めて例外的なケースであることが指摘され、シュレーディンガーの考えは退けられた。
その後ボルンによって「波動関数は確率を表す」と考えることで物理量を計算することができることが示され、現在に至っている。